# Elatostema gracile
Elatostema gracile är en nässelväxtart som först beskrevs av Bi., och fick sitt nu gällande namn av Justus Carl Hasskarl. Elatostema gracile ingår i släktet Elatostema och familjen nässelväxter. Inga underarter finns listade i Catalogue of Life.